# Herb Pyrzyc
Herb Pyrzyc – jeden z symboli miasta Pyrzyce i gminy Pyrzyce w postaci herbu.

## Wygląd i symbolika
Herb przedstawia na białej tarczy dwie wieże w kolorze niebieskim z dwiema blankami i trzema blendami (po dwie górą, jedna dołem) połączone bramą wjazdową w kolorze niebieskim z dwiema blendami w rzędzie z podniesioną kratą metalową w kolorze czarnym mostu zwodzonego. Pod bramą pięciolistkowa róża w kolorze czerwonym, a nad wieżami i bramą kroczący gryf w kolorze czerwonym, dwiema łapami opierający się o wieże – jedną łapą o bramę, prawa przednia łapa uniesiona w górę.

## Historia
Wizerunek herbowy widnieje na szeregach pieczęci miejskich od XVI wieku.